# KSE All Share Index
Der KSE All Share Index ist ein pakistanischer Aktienindex der Pakistan Stock Exchange. Der Index ist der islamische Index der Karachi Stock Exchange. Dieser Index ist eine Kombination aller drei Börsen in Pakistan. Es wird angenommen, dass dieser Index der wichtigste Schritt in der nachhaltigen Entwicklung der islamischen Kapitalmärkte war.
Dieser Index wurde von Experten der State Bank of Pakistan, der Securities and Exchange Commission of Pakistan, der Mutual Funds Association of Pakistan, der Meezan Bank Limited und der Karachi Stock Exchange konkretisiert. Der KSE All-Share Index besteht aus 225 Unternehmen und fast 50 % der gesamten gelisteten Kapitalisierung. Die Einführung eines neuen Regulierungsrahmens wurde für Ratingunternehmen umgesetzt, um sicherzustellen, dass Unternehmen über eine qualitativ hochwertige Bonitätsbewertung, Transparenz und unabhängige Verwaltung im Bonitätsbewertungsprozess verfügen. Es gab auch Arbeiten zum Scharia-konformen Handel, was einen historischen Schritt in der Entwicklung der islamischen Kapitalmärkte darstellte.

## Zusammensetzung
Per 11. Februar 2025 bestand er aus folgenden Positionen:
| Symbol & Unternehmen                                          | Marktkapitalisierung | KGV      | Div. Rendite |
| ------------------------------------------------------------- | -------------------- | -------- | ------------ |
| OGDCOIL & GAS DEVELOPMENT CO LTD                              | 3.06 B USD           | 4.46     | 5,79 %       |
| MARIMARI PETROLEUM COMPANY LTD                                | 2.44 B USD           | 10.04    | 4,64 %       |
| UBLUNITED BANK LTD                                            | 1.79 B USD           | 8.08     | 10,71 %      |
| FFCFAUJI FERTILIZER CO LTD                                    | 1.73 B USD           | 7.03     | 6,16 %       |
| PPLPAKISTAN PETROLEUM LTD                                     | 1.66 B USD           | 4.53     | 4,76 %       |
| MEBLMEEZAN BANK LTD                                           | 1.51 B USD           | 4.06     | 12,24 %      |
| COLGCOLGATE-PALMOLIVE (PAKISTAN) LTD                          | 1.28 B USD           | 18.41    | 3,85 %       |
| LUCKLUCKY CEMENT LTD                                          | 1.26 B USD           | 5.13     | 1,24 %       |
| NESTLENESTLE PAKISTAN LTD                                     | 1.2 B USD            | 25.77    | 2,08 %       |
| MCBMCB BANK LTD                                               | 1.16 B USD           | 5.21     | 12,91 %      |
| PAKTPAKISTAN TOBACCO CO LTD                                   | 1.12 B USD           | 11.22    | 11,95 %      |
| EFERTENGRO FERTILIZERS LTD                                    | 1.02 B USD           | 9.02     | 10,13 %      |
| HBLHABIB BANK LIMITED                                         | 863.34 M USD         | 4.12     | 9,75 %       |
| ENGROHENGRO HOLDINGS LIMITED                                  | 862.71 M USD         | 13.46    | 5,30 %       |
| BWCLBESTWAY CEMENT CO LTD                                     | 753.37 M USD         | 14.42    | 7,87 %       |
| SCBPLSTANDARD CHARTERED BANK (PAKISTAN) LTD                   | 733.59 M USD         | 4.73     | 16,07 %      |
| HUBCHUB POWER CO LTD                                          | 594.24 M USD         | 2.37     | 15,82 %      |
| POLPAKISTAN OILFIELDS LTD                                     | 589.41 M USD         | 5.54     | 16,11 %      |
| FATIMAFATIMA FERTILIZER COMPANY LTD                           | 588.97 M USD         | 5.17     | 6,90 %       |
| PSOPAKISTAN STATE OIL CO LTD                                  | 587.53 M USD         | —        | 2,91 %       |
| SYSSYSTEMS LTD                                                | 579.43 M USD         | 23.46    | 1,07 %       |
| INDUINDUS MOTOR CO LTD                                        | 578.44 M USD         | 9.69     | 6,25 %       |
| NBPNATIONAL BANK OF PAKISTAN                                  | 573.47 M USD         | 9.30     | 0,00 %       |
| ABLALLIED BANK LTD                                            | 567.86 M USD         | 3.61     | 11,47 %      |
| BAHLBANK AL-HABIB LTD                                         | 552.27 M USD         | 3.77     | 11,04 %      |
| UPFLUNILEVER PAKISTAN FOODS LTD                               | 524.32 M USD         | 19.36    | 6,48 %       |
| BAFLBANK ALFALAH LTD                                          | 494.27 M USD         | 3.12     | 13,94 %      |
| GLAXOGLAXOSMITHKLINE PAKISTAN LIMITED                         | 453.6 M USD          | 28.44    | 0,00 %       |
| ISILISMAIL INDUSTRIES LTD                                     | 446.58 M USD         | 32.14    | 0,52 %       |
| MTLMILLAT TRACTORS LTD                                        | 440.6 M USD          | 15.26    | 6,38 %       |
| KELK-ELECTRIC LTD                                             | 435.39 M USD         | —        | 0,00 %       |
| ABOTABBOTT LABORATORIES (PAKISTAN) LTD                        | 426.86 M USD         | 23.96    | 0,00 %       |
| PTCPAKISTAN TELECOMMUNICATION COMPANY LTD                     | 403.85 M USD         | —        | 0,00 %       |
| IBFLIBRAHIM FIBRES LTD                                        | 385.04 M USD         | 515.69   | 0,00 %       |
| ATLHATLAS HONDA LTD                                           | 374.63 M USD         | 7.42     | 7,27 %       |
| LCILUCKY CORE INDUSTRIES LIMITED                              | 364.17 M USD         | 8.34     | 5,34 %       |
| HMBHABIB METROPOLITAN BANK LTD                                | 347.82 M USD         | 4.05     | 13,94 %      |
| HALEONHALEON PAKISTAN LTD                                     | 337.62 M USD         | 20.82    | 0,61 %       |
| FCCLFAUJI CEMENT CO.LTD                                       | 321.63 M USD         | 9.36     | 2,74 %       |
| RMPLRAFHAN MAIZE PRODUCTS CO LTD                              | 310.56 M USD         | 12.51    | 3,95 %       |
| ILPINTERLOOP LTD                                              | 305.72 M USD         | 8.01     | 7,27 %       |
| PNSCPAKISTAN NATIONAL SHIPPING CORPORATION                    | 283.9 M USD          | 4.25     | 5,75 %       |
| FABLFAYSAL BANK LTD                                           | 266.06 M USD         | 2.66     | 13,31 %      |
| AIRLINKAIR LINK COMMUNICATION LIMITED                         | 260.92 M USD         | 16.22    | 3,24 %       |
| KOHCKOHAT CEMENT CO LTD                                       | 254.6 M USD          | 7.18     | 0,00 %       |
| SAZEWSAZGAR ENGINEERING WORKS LIMITED                         | 240.31 M USD         | 5.96     | 2,71 %       |
| ATRLATTOCK REFINERY LTD                                       | 236.28 M USD         | 5.00     | 2,64 %       |
| SRVISERVICE INDUSTRIES LTD                                    | 230.59 M USD         | 15.15    | 0,74 %       |
| FCEPLFRIESLANDCAMPINA ENGRO PAKISTAN LTD                      | 212.07 M USD         | 30.55    | 0,00 %       |
| AKBLASKARI BANK LTD                                           | 211.86 M USD         | 2.84     | 6,10 %       |
| APLATTOCK PETROLEUM LTD                                       | 207.67 M USD         | 5.34     | 8,01 %       |
| SNGPSUI NORTHERN GAS PIPELINES LTD                            | 198.19 M USD         | —        | 5,12 %       |
| SEARLTHE SEARLE COMPANY LTD                                   | 190.57 M USD         | 45.92    | 0,00 %       |
| CHCCCHERAT CEMENT CO LTD                                      | 176.28 M USD         | 7.51     | 2,74 %       |
| JDWSJ.D.W. SUGAR MILLS LTD                                    | 171.31 M USD         | 4.95     | 5,99 %       |
| AGPAGP LTD                                                    | 165.97 M USD         | 22.75    | 1,50 %       |
| HINOONHIGHNOON LABORATORIES LTD                               | 163.67 M USD         | 15.14    | 3,42 %       |
| MLCFMAPLE LEAF CEMENT FACTORY LTD                             | 161.15 M USD         | 7.24     | 0,00 %       |
| DGKCD.G. KHAN CEMENT COMPANY LTD                              | 160.75 M USD         | 64.40    | 0,00 %       |
| HCARHONDA ATLAS CARS (PAKISTAN) LTD                           | 156.55 M USD         | 18.56    | 2,24 %       |
| PKGSPACKAGES LTD                                              | 155.54 M USD         | 41.81    | 5,45 %       |
| NATFNATIONAL FOODS LTD                                        | 150.38 M USD         | 26.75    | 3,61 %       |
| PMPKPHILIP MORRIS (PAKISTAN) LTD                              | 148.9 M USD          | 1,087.10 | 0,00 %       |
| CNERGYCNERGYICO PK LIMITED                                    | 146.56 M USD         | 35.87    | 0,00 %       |
| PIOCPIONEER CEMENT LTD                                        | 146.37 M USD         | 8.09     | 10,97 %      |
| PKGPPAKGEN POWER LTD                                          | 139.82 M USD         | 5.81     | 7,34 %       |
| PABCPAKISTAN ALUMINIUM BEVERAGE CANS LIMITED                  | 139.11 M USD         | 7.45     | 3,22 %       |
| SHELWAFI ENERGY PAKISTAN LTD                                  | 135.67 M USD         | 337.41   | 2,92 %       |
| KTMLKOHINOOR TEXTILES MILLS LTD                               | 135.49 M USD         | 3.40     | 0,00 %       |
| FFLFAUJI FOODS LTD                                            | 130.89 M USD         | 56.73    | 0,00 %       |
| TRGTRG PAKISTAN LTD                                           | 127.98 M USD         | —        | 0,00 %       |
| UNITYUNITY FOODS LTD                                          | 126.03 M USD         | —        | 0,00 %       |
| ISLINTERNATIONAL STEELS LTD                                   | 124.9 M USD          | 19.17    | 6,88 %       |
| AGTLAL-GHAZI TRACTORS LTD                                     | 124.14 M USD         | 10.96    | 0,00 %       |
| PAELPAK ELEKTRON LTD                                          | 120.25 M USD         | 15.78    | 0,00 %       |
| BOPBANK OF PUNJAB                                             | 119.16 M USD         | 2.72     | 10,41 %      |
| THALLTHAL LIMITED                                             | 115.55 M USD         | 3.92     | 1,99 %       |
| NMLNISHAT MILLS LTD                                           | 113.67 M USD         | 4.89     | 3,30 %       |
| ACPLATTOCK CEMENT PAKISTAN LTD                                | 112.67 M USD         | 15.72    | 2,99 %       |
| KAPCOKOT ADDU POWER CO LTD                                    | 112.52 M USD         | 7.47     | 23,64 %      |
| LOTCHEMLOTTE CHEMICAL PAKISTAN LTD                            | 111.32 M USD         | 10.90    | 7,31 %       |
| PSELPAKISTAN SERVICES LTD                                     | 110.72 M USD         | 75.73    | 0,00 %       |
| SSGCSUI SOUTHERN GAS CO LTD                                   | 110.27 M USD         | —        | 0,00 %       |
| EPCLENGRO POLYMER & CHEMICALS LTD                             | 108.69 M USD         | 89.24    | 17,73 %      |
| GHGLGHANI GLASS LTD                                           | 100.66 M USD         | 4.61     | 3,49 %       |
| HPLHOECHST PAKISTAN LIMITED                                   | 97.81 M USD          | 17.04    | 1,92 %       |
| SHFASHIFA INTERNATIONAL HOSPITALS LTD                         | 97.43 M USD          | 16.48    | 0,93 %       |
| GHNIGHANDHARA INDUSTRIES CO LTD                               | 96.12 M USD          | 19.73    | 0,00 %       |
| BMLBANK MAKRAMAH LIMITED.                                     | 95.96 M USD          | —        | 0,00 %       |
| AHCLARIF HABIB CORPORATION LTD                                | 95.54 M USD          | 3.39     | 10,75 %      |
| GALGHANDHARA AUTOMOBILES LTD                                  | 94.38 M USD          | 24.57    | 0,00 %       |
| BIPLBANKISLAMI PAKISTAN LTD                                   | 92.9 M USD           | 2.14     | 18,00 %      |
| FMLFEROZE1888 MILLS LTD                                       | 91.53 M USD          | —        | 16,56 %      |
| MUGHALMUGHAL IRON & STEEL INDUSTRIES LTD                      | 89.73 M USD          | 18.49    | 4,27 %       |
| SAPTSAPPHIRE TEXTILE MILLS LTD                                | 89.58 M USD          | 2.14     | 0,86 %       |
| EFUGE.F.U. GENERAL INSURANCE LTD                              | 85.83 M USD          | 4.73     | 8,54 %       |
| JVDCJAVEDAN CORPORATION LTD                                   | 82.68 M USD          | 10.54    | 6,42 %       |
| AVNAVANCEON LTD                                               | 82.63 M USD          | 17.40    | 3,30 %       |
| IGIHLIGI HOLDINGS LTD                                         | 80.85 M USD          | 9.71     | 6,26 %       |
| TGLTARIQ GLASS INDUSTRIES LTD                                 | 79.91 M USD          | 5.29     | 4,62 %       |
| MUREBMURREE BREWERY LTD                                       | 78.39 M USD          | 7.49     | 4,73 %       |
| SFLSAPPHIRE FIBRES LTD                                        | 77.68 M USD          | 6.53     | 0,94 %       |
| PRLPAKISTAN REFINERY LTD                                      | 77.48 M USD          | —        | 6,11 %       |
| INILINTERNATIONAL INDUSTRIES LTD                              | 76.08 M USD          | 28.76    | 3,37 %       |
| CPHLCITI PHARMA LIMITED                                       | 74.75 M USD          | 25.88    | 3,52 %       |
| PSXPAKISTAN STOCK EXCHANGE LTD                                | 72.86 M USD          | 18.62    | 3,95 %       |
| NRLNATIONAL REFINERY LTD                                      | 72.52 M USD          | —        | 0,00 %       |
| JSBLJS BANK LTD                                               | 71.93 M USD          | 1.61     | 0,00 %       |
| SNBLSONERI BANK LTD                                           | 69.92 M USD          | 0.00     | 23,10 %      |
| SGFSERVICE GLOBAL FOOTWEAR LIMITED                            | 67.9 M USD           | 16.51    | 5,38 %       |
| SSTYLERSSTYLERS INTERNATIONAL LIMITED                         | 67.89 M USD          | 9.54     | 6,95 %       |
| JSCLJAHANGIR SIDDIQUI & CO. LTD                               | 65.59 M USD          | 2.49     | 0,00 %       |
| AGLAGRITECH LTD                                               | 65.4 M USD           | —        | 0,00 %       |
| DLLDAWOOD LAWRENCEPUR LIMITED                                 | 65.34 M USD          | —        | 0,97 %       |
| MEHTMAHMOOD TEXTILE MILLS LTD                                 | 65.19 M USD          | 119.43   | 0,00 %       |
| AICLADAMJEE INSURANCE CO LTD                                  | 62.7 M USD           | 4.54     | 8,79 %       |
| GWLCGHARIBWAL CEMENT LTD                                      | 61.28 M USD          | 9.72     | 0,00 %       |
| JLICLJUBILEE LIFE INSURANCE COMPANY LTD                       | 60.44 M USD          | 6.66     | 7,66 %       |
| FLYNGFLYING CEMENT CO LTD                                     | 60.04 M USD          | —        | 0,00 %       |
| GATIGATRON INDUSTRIES LTD                                     | 59.4 M USD           | —        | 0,00 %       |
| THCCLTHATTA CEMENT COMPANY LTD                                | 58.64 M USD          | 8.24     | 0,75 %       |
| FFCLFAST CABLES LIMITED                                       | 57.82 M USD          | —        | 5,04 %       |
| EFULEFU LIFE ASSURANCE LTD                                    | 56.92 M USD          | 5.71     | 9,80 %       |
| BOKBANK OF KHYBER                                             | 56.66 M USD          | 4.44     | 10,53 %      |
| HUMNLHUM NETWORK LTD                                          | 54.28 M USD          | 4.86     | 0,00 %       |
| ARPLARCHROMA PAKISTAN LTD                                     | 54.01 M USD          | —        | 0,00 %       |
| FEROZFEROZSONS LABORATORIES LTD                               | 53.57 M USD          | 23.77    | 0,88 %       |
| NICLNIMIR INDUSTRIAL CHEMICALS LTD                            | 53.38 M USD          | 15.09    | 2,55 %       |
| GATMGUL AHMED TEXTILE MILLS LTD                               | 53.19 M USD          | 3.96     | 0,00 %       |
| IIPAKINTERNATIONAL PACKAGING FILMS LIMITED                    | 52.54 M USD          | —        | 0,00 %       |
| EWICEAST WEST INSURANCE CO LTD                                | 51.94 M USD          | 14.85    | 0,00 %       |
| BATABATA PAKISTAN LTD                                         | 51.4 M USD           | 16.66    | 6,62 %       |
| BBBFLBIG BIRD FOODS LIMITED                                   | 50.29 M USD          | —        | 0,00 %       |
| PIBTLPAKISTAN INTERNATIONAL BULK TERMINAL LTD                 | 49.42 M USD          | 19.68    | 0,00 %       |
| NETSOLNETSOL TECHNOLOGIES LTD                                 | 48.84 M USD          | 12.06    | 1,98 %       |
| TTBLTREET BATTERY LIMITED                                     | 47.29 M USD          | —        | 0,00 %       |
| MACTERMACTER INTERNATIONAL LTD                                | 45.92 M USD          | 27.09    | 0,80 %       |
| ATBAATLAS BATTERY LTD                                         | 45.84 M USD          | 9.94     | 5,42 %       |
| PAKRIPAKISTAN REINSURANCE CO                                  | 45.5 M USD           | 3.49     | 7,09 %       |
| NPLNISHAT POWER LTD                                           | 45.44 M USD          | 2.31     | 31,63 %      |
| SIEMSIEMENS (PAKISTAN) ENGINEERING CO LTD                     | 43.76 M USD          | 273.35   | 0,00 %       |
| AKDSLAKD SECURITIES LIMITED                                   | 42.89 M USD          | 8.17     | 9,12 %       |
| HASCOLHASCOL PETROLEUM LTD                                    | 41.7 M USD           | —        | 0,00 %       |
| AABSAL-ABBAS SUGAR MILLS LTD                                  | 41.52 M USD          | 19.85    | 7,16 %       |
| CEPBCENTURY PAPER AND BOARD MILLS LTD                         | 40.86 M USD          | 32.39    | 0,00 %       |
| PAKOXYPAKISTAN OXYGEN LTD                                     | 39.52 M USD          | 20.12    | 0,00 %       |
| OCTOPUSOCTOPUS DIGITAL LIMITED                                | 38.61 M USD          | 78.41    | 0,00 %       |
| SEPLSECURITY PAPERS LTD                                       | 38.04 M USD          | 7.22     | 7,22 %       |
| JGICLJUBILEE GENERAL INSURANCE CO LTD                         | 37.79 M USD          | 3.09     | 9,17 %       |
| PCALPAKISTAN CABLES LTD                                       | 36.51 M USD          | —        | 0,00 %       |
| LPLLALPIR POWER LTD                                           | 36.38 M USD          | 1.73     | 14,35 %      |
| HABSMHABIB SUGAR MILLS LTD                                    | 35.96 M USD          | 5.63     | 9,06 %       |
| NCPLNISHAT CHUNIAN POWER LTD                                  | 35.6 M USD           | 2.02     | 18,28 %      |
| POWERPOWER CEMENT LTD                                         | 35.5 M USD           | —        | 0,00 %       |
| HINOHINOPAK MOTORS LTD                                        | 34.82 M USD          | 349.47   | 0,00 %       |
| SILKSILKBANK LTD                                              | 34.43 M USD          | —        | 0,00 %       |
| ASLAISHA STEEL MILLS LTD                                      | 33.09 M USD          | —        | 0,00 %       |
| EPQLENGRO POWERGEN QADIRPUR LTD                               | 32.75 M USD          | 3.14     | 26,39 %      |
| GCILGHANI CHEMICAL INDUSTRIES LTD                             | 32.71 M USD          | 10.77    | 0,00 %       |
| BIFOBIAFO INDUSTRIES LTD                                      | 32.62 M USD          | 75.10    | 2,55 %       |
| SBLSAMBA BANK LTD                                             | 31.79 M USD          | 9.90     | 0,00 %       |
| ATILATLAS INSURANCE LTD                                       | 31.66 M USD          | 5.40     | 9,57 %       |
| CSAPCRESCENT STEEL AND ALLIED PRODUCTS LTD                    | 30.44 M USD          | 20.41    | 5,04 %       |
| TSMLTANDLIANWALA SUGAR MILLS LTD                              | 29.61 M USD          | 8.22     | 0,00 %       |
| ALTNALTERN ENERGY LTD                                         | 28.63 M USD          | 1.82     | 39,75 %      |
| SPELSYNTHETIC PRODUCTS ENTERPRISES LTD                        | 28.49 M USD          | 9.42     | 1,97 %       |
| SHSMLSHAHMURAD SUGAR MILLS LTD                                | 27.99 M USD          | —        | 13,34 %      |
| TREETTREET CORP LTD                                           | 27.54 M USD          | —        | 0,00 %       |
| WTLWORLDCALL TELECOM LTD                                      | 27.01 M USD          | —        | 0,00 %       |
| NCLNISHAT (CHUNIAN) LTD                                       | 26.93 M USD          | 33.40    | 0,00 %       |
| ALIFEADAMJEE LIFE ASSURANCE COMPANY LIMITED                   | 26.57 M USD          | 5.10     | 6,67 %       |
| GADTGADOON TEXTILE MILLS LTD                                  | 26.41 M USD          | 3.99     | 0,00 %       |
| ICLITTEHAD CHEMICALS LTD                                      | 26.26 M USD          | 6.42     | 4,80 %       |
| PTLPANTHER TYRES LIMITED                                      | 25.48 M USD          | 31.35    | 4,67 %       |
| ASTLAMRELI STEELS LTD                                         | 23.93 M USD          | —        | 0,00 %       |
| TPLPTPL PROPERTIES LTD                                        | 23.26 M USD          | —        | 0,00 %       |
| DFMLDEWAN FAROOQUE MOTORS LTD                                 | 23.25 M USD          | —        | 0,00 %       |
| HTLHI-TECH LUBRICANTS LTD                                     | 23.19 M USD          | —        | 0,00 %       |
| MFFLMITCHELL'S FRUIT FARMS LTD                                | 23.15 M USD          | 14.31    | 0,00 %       |
| IDYMINDUS DYEING & MANUFACTURING CO LTD                       | 22.67 M USD          | —        | 0,00 %       |
| SITCSITARA CHEMICALS INDUSTRIES LTD                           | 22.4 M USD           | 12.15    | 3,30 %       |
| OLPLOLP FINANCIAL SERVICES PAKISTAN LIMITED.                  | 22.32 M USD          | 4.72     | 13,97 %      |
| CWSMCHAKWAL SPINNING MILLS LTD                                | 22.03 M USD          | —        | 0,00 %       |
| GVGLGHANI VALUE GLASS LTD                                     | 21.9 M USD           | 6.89     | 2,43 %       |
| IMSINTERMARKET SECURITIES LTD                                 | 21.9 M USD           | 43.85    | 0,00 %       |
| MFLMATCO FOODS LTD                                            | 21.67 M USD          | —        | 2,98 %       |
| SURCSURAJ COTTON MILLS LTD                                    | 21.63 M USD          | 6.43     | 4,00 %       |
| PSYLPAKISTAN SYNTHETICS LTD                                   | 21.62 M USD          | 21.12    | 0,00 %       |
| UNICUNITED INSURANCE CO OF PAKISTAN LTD                       | 21.39 M USD          | 5.42     | 25,77 %      |
| JKSMJ.K. SPINNING MILLS LTD                                   | 21.32 M USD          | 7.04     | 0,00 %       |
| EXIDEEXIDE PAKISTAN LTD                                       | 21.17 M USD          | 6.53     | 1,29 %       |
| AGHAAGHA STEEL INDUSTRIES LIMITED                             | 21.11 M USD          | —        | 0,00 %       |
| TOMCLTHE ORGANIC MEAT CO LIMITED                              | 20.82 M USD          | 8.48     | 0,00 %       |
| CPPLCHERAT PACKAGING LTD                                      | 20.45 M USD          | 6.65     | 4,66 %       |
| ZAHIDZAHIDJEE TEXTILE MILLS LIMITED                           | 20.32 M USD          | 9.57     | 3,34 %       |
| GTYRGHANDHARA TYRE AND RUBBER CO LIMITED                      | 19.51 M USD          | 29.64    | 4,17 %       |
| MCBIMMCB INVESTMENT MANAGEMENT LIMITED                        | 19.35 M USD          | 4.59     | 7,91 %       |
| TRIPFTRI-PACK FILMS LTD                                       | 18.97 M USD          | —        | 4,57 %       |
| RCMLRELIANCE COTTON SPINNING MILLS LTD                        | 18.85 M USD          | 3.87     | 0,76 %       |
| SPWLSAIF POWER LTD                                            | 18.54 M USD          | 3.50     | 31,69 %      |
| FECTCFECTO CEMENT LTD                                         | 18.35 M USD          | 11.05    | 0,00 %       |
| PREMAAT-TAHUR LTD                                             | 18.07 M USD          | 16.69    | 0,00 %       |
| GLPLGILLETTE PAKISTAN LTD                                     | 18.07 M USD          | 45.42    | 0,00 %       |
| DNCCDANDOT CEMENT CO LTD                                      | 17.93 M USD          | 399.25   | 0,00 %       |
| PICTPAKISTAN INTERNATIONAL CONTAINER TERMINAL LTD             | 17.78 M USD          | 7.10     | 19,97 %      |
| FZCMFAZAL CLOTH MILLS LTD                                     | 17.54 M USD          | 3.18     | 0,00 %       |
| GGLGHANI GLOBAL HOLDINGS LTD                                  | 16.95 M USD          | 8.65     | 0,00 %       |
| LOADSLOADS LTD                                                | 16.57 M USD          | 5.51     | 0,00 %       |
| TICLTHE THAL INDUSTRIAL CORPORATION LTD                       | 16.5 M USD           | 10.67    | 0,81 %       |
| AMBLAPNA MICROFINANCE BANK LTD                                | 16.37 M USD          | —        | 0,00 %       |
| REWMRELIANCE WEAVING MILLS LTD                                | 15.8 M USD           | 37.29    | 0,00 %       |
| IMAGEIMAGE PAKISTAN LIMITED                                   | 15.55 M USD          | 6.50     | 6,88 %       |
| KSBPK.S.B. PUMPS CO LTD                                       | 15.44 M USD          | —        | 0,00 %       |
| AHLARIF HABIB LTD                                             | 15.36 M USD          | 28.59    | 7,61 %       |
| KOHEKOHINOOR ENERGY LIMITED                                   | 15.17 M USD          | 3.22     | 69,28 %      |
| DOLDESCON OXYCHEM LTD                                         | 15.05 M USD          | 8.79     | 8,20 %       |
| FTMMFIRST TREET MANUFACTURING MODARABA                        | 14.65 M USD          | 25.90    | 0,00 %       |
| PECOPAKISTAN ENGINEERING CO LTD                               | 14.58 M USD          | —        | 0,00 %       |
| DCLDEWAN CEMENT LTD                                           | 14.17 M USD          | —        | 0,00 %       |
| DYNODYNEA PAKISTAN CO LTD                                     | 13.64 M USD          | 3.99     | 12,19 %      |
| MRNSMEHRAN SUGAR MILLS LTD                                    | 13.54 M USD          | —        | 16,44 %      |
| ADMMARTISTIC DENIM MILLS LTD                                  | 13.11 M USD          | 23.48    | 2,27 %       |
| SMLSHAKARGANJ LTD                                             | 13.03 M USD          | —        | 0,00 %       |
| ANLAZGARD NINE LTD                                            | 12.71 M USD          | 9.80     | 0,00 %       |
| ANLNVAZGARD NINE LTD                                          | 12.71 M USD          | —        | 0,00 %       |
| STCLSHABBIR TILES & CERAMICS LTD                              | 12.59 M USD          | 37.59    | 4,55 %       |
| AGILAGRIAUTO INDUSTRIES LTD                                   | 12.51 M USD          | —        | 0,00 %       |
| NRSLNIMIR RESINS LTD                                          | 12.37 M USD          | 15.45    | 4,02 %       |
| JSGCLJS GLOBAL CAPITAL LTD                                    | 12.24 M USD          | 10.50    | 0,00 %       |
| MSOTMASOOD TEXTILE MILLS LTD                                  | 12.18 M USD          | —        | 0,00 %       |
| IBLHLIBL HEALTHCARE LTD                                       | 12.18 M USD          | —        | 0,00 %       |
| FASMFAISAL SPINNING MILLS LTD                                 | 11.55 M USD          | —        | 3,18 %       |
| DSLDOST STEELS LIMITED                                        | 11.01 M USD          | —        | 0,00 %       |
| TELETELECARD LTD                                              | 9.9 M USD            | —        | 0,00 %       |
| BGLBALOCHISTAN GLASS LTD                                      | 9.79 M USD           | —        | 0,00 %       |
| TATMTATA TEXTILE MILLS LTD                                    | 9.57 M USD           | —        | 10,37 %      |
| BHATBHANERO TEXTILE MILLS LTD                                 | 9.16 M USD           | —        | 4,12 %       |
| IGILIGI LIFE INSURANCE LTD                                    | 8.98 M USD           | 11.18    | 0,00 %       |
| PRETPREMIUM TEXTILE MILLS LTD                                 | 8.84 M USD           | —        | 6,17 %       |
| DINTDIN TEXTILE MILLS LTD                                     | 8.76 M USD           | —        | 0,00 %       |
| KOSMKOHINOOR SPINNING MILLS LTD                               | 8.73 M USD           | —        | 0,00 %       |
| RPLROSHAN PACKAGES LTD                                        | 8.49 M USD           | 76.51    | 5,79 %       |
| CHASCHASHMA SUGAR MILLS LTD                                   | 8.31 M USD           | —        | 5,91 %       |
| BERGBERGER PAINTS PAKISTAN LTD                                | 8.27 M USD           | 8.62     | 8,54 %       |
| OTSUOTSUKA PAKISTAN LTD                                       | 8.19 M USD           | —        | 0,86 %       |
| WAVESWAVES CORPORATION LTD                                    | 8.08 M USD           | 6.85     | 0,00 %       |
| GRRGLOBE RESIDENCY REIT                                       | 7.89 M USD           | 8.30     | 11,00 %      |
| FHAMFIRST HABIB MODARABA                                      | 7.85 M USD           | 3.22     | 10,52 %      |
| BTLBLESSED TEXTILES LTD                                       | 7.77 M USD           | —        | 4,84 %       |
| CENICENTURY INSURANCE CO LTD                                  | 7.64 M USD           | 3.68     | 11,54 %      |
| ASCAL SHAHEER CORPORATION                                     | 7.64 M USD           | —        | 0,00 %       |
| WAHNWAH NOBEL CHEMICALS LTD                                   | 7.43 M USD           | 4.03     | 4,30 %       |
| CYANCYAN LTD                                                  | 7.42 M USD           | 6.42     | 11,43 %      |
| CTMCOLONY TEXTILE MILLS LTD                                   | 7.09 M USD           | —        | 0,00 %       |
| MIRKSMIRPURKHAS SUGAR MILLS LTD                               | 7.08 M USD           | —        | 0,00 %       |
| TPLITPL INSURANCE LTD                                         | 7.02 M USD           | —        | 30,30 %      |
| MERITMERIT PACKAGING LTD                                      | 6.7 M USD            | —        | 0,00 %       |
| SGABLS.G. ALLIED BUSINESSES LTD                               | 6.7 M USD            | —        | 0,00 %       |
| KPUSKHAIRPUR SUGAR MILLS LTD                                  | 6.61 M USD           | —        | 0,00 %       |
| IMLIMPERIAL LIMITED                                           | 6.6 M USD            | 21.83    | 0,00 %       |
| KHTCKHYBER TOBACCO CO LTD                                     | 6.57 M USD           | —        | 0,37 %       |
| BWHLBALUCHISTAN WHEELS LTD                                    | 6.55 M USD           | 7.34     | 8,76 %       |
| GGGLGHANI GLOBAL GLASS LTD                                    | 6.5 M USD            | 11.16    | 0,00 %       |
| FRSMFARAN SUGAR MILLS LTD                                     | 6.37 M USD           | —        | 4,70 %       |
| NATMNADEEM TEXTILE MILLS LTD                                  | 6.03 M USD           | —        | 0,00 %       |
| PACEPACE (PAKISTAN) LTD                                       | 6 M USD              | 1.28     | 0,00 %       |
| KMLKOHINOOR MILLS                                             | 5.88 M USD           | —        | 9,20 %       |
| SUTMSUNRAYS TEXTILE MILLS LTD                                 | 5.87 M USD           | 9.26     | 0,00 %       |
| SHJSSHAHTAJ SUGAR MILLS LTD                                   | 5.85 M USD           | —        | 11,19 %      |
| ALNRSAL-NOOR SUGAR MILLS LTD                                  | 5.8 M USD            | —        | 11,26 %      |
| PMRSTHE PREMIER SUGAR MILLS & DISTILLERY CO LTD               | 5.27 M USD           | —        | 0,00 %       |
| CLOVCLOVER PAKISTAN LTD                                       | 5.21 M USD           | 5.49     | 0,00 %       |
| STPLSIDDIQSONS TIN PLATE LTD (defaulter)                      | 4.94 M USD           | —        | 0,00 %       |
| JSILJS INVESTMENTS LTD                                        | 4.93 M USD           | 3.10     | 0,00 %       |
| TPLTPL CORP LTD                                               | 4.87 M USD           | —        | 0,00 %       |
| CRTMTHE CRESCENT TEXTILE MILLS LTD                            | 4.8 M USD            | —        | 7,41 %       |
| NONSNOON SUGAR MILLS LTD                                      | 4.8 M USD            | —        | 4,88 %       |
| PPPPAKISTAN PAPER PRODUCT LTD                                 | 4.74 M USD           | 10.07    | 4,40 %       |
| TPLTTPL TRAKKER LTD                                           | 4.69 M USD           | —        | 0,00 %       |
| HRPLHABIB RICE PRODUCTS LTD.                                  | 4.62 M USD           | —        | 10,62 %      |
| TCORPTARIQ CORPORATION LTD                                    | 4.23 M USD           | —        | 0,00 %       |
| ECOPECOPACK LIMITED                                           | 4.15 M USD           | 6.42     | 6,37 %       |
| ELSMELLCOT SPINNING MILLS LTD                                 | 4.13 M USD           | 4.96     | 5,00 %       |
| CCMCRESCENT COTTON MILLS LTD                                  | 4.03 M USD           | 196.32   | 0,00 %       |
| SHEZSHEZAN INTERNATIONAL LTD                                  | 4.03 M USD           | —        | 1,65 %       |
| GAMONGAMMON PAKISTAN LTD                                      | 4.02 M USD           | —        | 0,00 %       |
| JSMLJAUHARABAD SUGAR MILLS LTD                                | 3.9 M USD            | —        | 3,10 %       |
| CLVLCORDOBA LOGISTICS & VENTURES LIMITED                      | 3.84 M USD           | 7.76     | 0,00 %       |
| BCLBOLAN CASTINGS LTD                                         | 3.81 M USD           | 15.85    | 0,00 %       |
| ITTEFAQITTEFAQ IRON INDUSTRIES LIMITED                        | 3.81 M USD           | —        | 0,00 %       |
| SCLSHIELD CORPORATION LIMITED                                 | 3.79 M USD           | —        | 0,00 %       |
| AWTXALLAWASAYA TEXTILE & FINISHING MILLS LTD                  | 3.68 M USD           | —        | 0,00 %       |
| CCHBLCHENAB LTD (defaulter)                                   | 3.65 M USD           | —        | 0,00 %       |
| NAGCNAGINA COTTON MILLS LTD                                   | 3.57 M USD           | 17.00    | 2,78 %       |
| MACFLMACPAC FILMS LTD                                         | 3.45 M USD           | 6.30     | 7,54 %       |
| FNELFIRST NATIONAL EQUITIES LTD                               | 3.4 M USD            | —        | 0,00 %       |
| BNLBUNNY'S LTD                                                | 3.31 M USD           | —        | 0,00 %       |
| PHDLPAKISTAN HOTELS DEVELOPERS LTD (defaulter)                | 3.21 M USD           | 1.36     | 1,458,33 %   |
| ADAMSADAM SUGAR MILLS LTD                                     | 2.98 M USD           | —        | 3,11 %       |
| AAMTEXAMTEX LTD (defaulter)                                   | 2.76 M USD           | 11.93    | 0,00 %       |
| SPLSITARA PEROXIDE LTD                                        | 2.58 M USD           | —        | 0,00 %       |
| FFCELFIRST CAPITAL EQUITIES LTD (defaulter)                   | 2.55 M USD           | 14.16    | 0,00 %       |
| OLPMOLP MODARABA                                              | 2.55 M USD           | 4.78     | 12,50 %      |
| STJTSHAHTAJ TEXTILE MILLS LTD                                 | 2.43 M USD           | 30.38    | 1,41 %       |
| ZTLZEPHYR TEXTILES LTD                                        | 2.32 M USD           | —        | 0,00 %       |
| RUPLRUPALI POLYESTER LTD                                      | 2.32 M USD           | —        | 0,00 %       |
| DADXDADEX ETERNIT LTD                                         | 2.17 M USD           | —        | 0,00 %       |
| PRWMPROSPERITY WEAVING MILLS LTD                              | 2.16 M USD           | 6.30     | 7,58 %       |
| FCSCFIRST CAPITAL SECURITIES CORPORATION LTD                  | 2.14 M USD           | —        | 0,00 %       |
| SNAISANA INDUSTRIES LTD                                       | 2.09 M USD           | —        | 0,00 %       |
| NSRMTHE NATIONAL SILK & RAYON MILLS LTD                       | 2.04 M USD           | 9.00     | 0,00 %       |
| SKRSSAKRAND SUGAR MILLS LTD                                   | 2 M USD              | —        | 0,00 %       |
| KOHTMKOHAT TEXTILE MILLS LTD                                  | 1.99 M USD           | 2.44     | 3,57 %       |
| CFLCRESCENT FIBRES LTD                                        | 1.94 M USD           | —        | 0,00 %       |
| DWSMDEWAN SUGAR MILLS LTD                                     | 1.92 M USD           | —        | 0,00 %       |
| MQTMMAQBOOL TEXTILE MILLS LTD                                 | 1.79 M USD           | —        | 0,00 %       |
| BAFSBABA FARID SUGAR MILLS LTD                                | 1.78 M USD           | —        | 0,00 %       |
| HSPIHUFFAZ SEAMLESS PIPE INDUSTRIES LTD                       | 1.73 M USD           | —        | 0,00 %       |
| DDBCIDADABHOY CEMENT INDUSTRIES LTD (defaulter)               | 1.71 M USD           | 89.10    | 0,00 %       |
| SANSMSANGHAR SUGAR MILLS LTD                                  | 1.7 M USD            | —        | 0,00 %       |
| SASMLSINDH ABADGARS SUGAR MILL LTD                            | 1.68 M USD           | —        | 4,39 %       |
| AHTMAHMED HASSAN TEXTILE MILLS LTD                            | 1.63 M USD           | 15.37    | 1,38 %       |
| MMWMPMANDVIWALA MAUSER PLASTIC INDUSTRIES LTD (defaulter)     | 1.61 M USD           | 4.20     | 0,00 %       |
| GOCGOC (PAK) LTD                                              | 1.57 M USD           | 5.60     | 3,32 %       |
| GILGOOD LUCK INDUSTRIES LTD                                   | 1.46 M USD           | —        | 0,22 %       |
| FDPLFIRST DAWOOD PROPERTIES LIMITED                           | 1.39 M USD           | 82.37    | 0,00 %       |
| AKDHLAKD HOSPITALITY LIMITED                                  | 1.37 M USD           | 44.78    | 0,00 %       |
| MDTLMEDIA TIMES LTD                                           | 1.36 M USD           | 20.64    | 0,00 %       |
| HWQSHASEEB WAQAS SUGAR LTD                                    | 1.28 M USD           | —        | 0,00 %       |
| KOILKOHINOOR INDUSTRIES LTD                                   | 1.27 M USD           | 8.01     | 0,00 %       |
| DWTMDEWAN TEXTILE MILLS LTD                                   | 1.21 M USD           | —        | 0,00 %       |
| SAIFSAIF TEXTILE MILLS LTD                                    | 1.21 M USD           | 2.34     | 0,00 %       |
| HAFLHAFIZ LTD                                                 | 1.2 M USD            | —        | 0,89 %       |
| AANSMANSARI SUGAR MILLS LTD (defaulter)                       | 1.16 M USD           | —        | 0,00 %       |
| DDSFLDEWAN SALMAN FIBRE LTD (defaulter)                       | 1.14 M USD           | 2.21     | 0,00 %       |
| BNWMBANNU WOOLLEN MILLS LTD                                   | 1.1 M USD            | 0.95     | 0,00 %       |
| PINLPREMIER INSURANCE CO OF PAKISTAN LTD                      | 1.02 M USD           | 4.03     | 0,00 %       |
| GGUTMGULISTAN TEXTILE MILLS LTD (defaulter)                   | 1.01 M USD           | 0.39     | 0,00 %       |
| HIRATHIRA TEXTILE MILLS                                       | 1.01 M USD           | —        | 0,00 %       |
| PASLPERVEZ AHMED CONSULTANCY SERVICES LTD                     | 925.41 K USD         | 184.00   | 0,00 %       |
| AAPOTAPOLLO TEXTILE MILLS LTD (defaulter)                     | 866.49 K USD         | —        | 0,00 %       |
| DMTXD.M. TEXTILE MILLS LTD.                                   | 756.92 K USD         | 10.15    | 0,00 %       |
| BUXLBUXLY PAINTS LTD                                          | 756.56 K USD         | 35.20    | 0,00 %       |
| STMLSHAMS TEXTILE MILLS LTD                                   | 753.04 K USD         | —        | 0,00 %       |
| BAPLBAWANY AIR PRODUCTS LTD                                   | 681.55 K USD         | —        | 0,00 %       |
| ELCMELAHI COTTON MILLS LTD                                    | 637.5 K USD          | —        | 0,00 %       |
| TTRIBLTRUST INVESTMENT BANK LTD (defaulter)                   | 412.01 K USD         | —        | 0,00 %       |
| CCJPLCRESCENT JUTE PRODUCTS LTD (defaulter)                   | 373.82 K USD         | —        | 0,00 %       |
| FPJMFIRST PUNJAB MODARABA SERVICES PVT LTD                    | 373.65 K USD         | —        | 0,00 %       |
| TSPLTRI-STAR POWER CO LTD                                     | 315.68 K USD         | —        | 0,00 %       |
| KOHPKOHINOOR POWER CO LTD                                     | 312.94 K USD         | —        | 0,00 %       |
| PPASMPARAMOUNT SPINNING MILLS LTD (defaulter)                 | 292.03 K USD         | 5.27     | 0,00 %       |
| MMFTMMOHAMMAD FAROOQ TEXTILE MILLS LTD (defaulter)            | 233.57 K USD         | —        | 0,00 %       |
| FIBLMFIRST IBL MODARABA                                       | 230.52 K USD         | 5.85     | 0,00 %       |
| SSPCLSAUDI PAK CONSULTANCY COMPANY LTD (defaulter)            | 144 K USD            | —        | 0,00 %       |
| DDBSLDADABHOY SACK LTD (defaulter)                            | 99.2 K USD           | —        | 0,00 %       |
| MMUBTMUBARAK TEXTILE MILLS LTD (defaulter)                    | 73.66 K USD          | —        | 0,00 %       |
| FFNBMFIRST NATIONAL BANK MODARABA (defaulter)                 | 56.69 K USD          | 0.41     | 0,00 %       |
| HHADCHAYDARI CONSTRUCTION CO LTD (defaulter)                  | —                    | —        | —            |
| 786786 INVESTMENTS LTD                                        | —                    | —        | —            |
| REDCOREDCO TEXTILES LTD                                       | —                    | —        | —            |
| AAALAGRO ALLIANZ LTD (defaulter)                              | —                    | —        | —            |
| AAASMAL-ABID SILK MILLS LTD (defaulter)                       | —                    | —        | —            |
| BILFBILAL FIBRES LTD                                          | —                    | —        | —            |
| JATMJ.A. TEXTILE MILLS LTD                                    | —                    | —        | —            |
| KKSTMKHALID SIRAJ TEXTILE MILLS LTD (defaulter)               | —                    | —        | —            |
| LLSECLLSE CAPITAL LIMITED                                     | —                    | —        | —            |
| DELDAWOOD EQUITIES LIMITED                                    | —                    | —        | —            |
| ASHTASHFAQ TEXTILE MILLS LTD                                  | —                    | —        | —            |
| DDWAEDEWAN AUTOMOTIVE ENGINEERING LTD (defaulter)             | —                    | —        | —            |
| ASICASIA INSURANCE CO LTD                                     | —                    | —        | —            |
| HUSIHUSSAIN INDUSTRIES LTD                                    | —                    | —        | —            |
| AAMSLAL-MAL SECURITIES & SERVICE LTD (defaulter)              | —                    | —        | —            |
| JUBSJUBILEE SPINNING & WEAVING MILLS LTD                      | —                    | —        | —            |
| KHYTKHYBER TEXTILE MILLS LTD                                  | —                    | —        | —            |
| DSILD.S. INDUSTRIES LTD                                       | —                    | —        | —            |
| KCLKARAM CERAMICS LTD                                         | —                    | —        | —            |
| SARCSARDAR CHEMICAL INDUSTRIES LTD                            | —                    | —        | —            |
| FFLMFIRST FIDELITY LEASING MODARABA                           | —                    | —        | —            |
| LLSEVLLSE VENTURES LIMITED                                    | —                    | —        | —            |
| SMCPLSAFE MIX CONCRETE LTD                                    | —                    | —        | —            |
| ZZHCMZAHUR COTTON MILLS LTD (defaulter)                       | —                    | —        | —            |
| SSLCLSECURITY LEASING CORP LTD (defaulter)                    | —                    | —        | —            |
| FIMMFIRST IMROOZ MODARABA                                     | —                    | —        | —            |
| SUHJSUHAIL JUTE MILLS LTD                                     | —                    | —        | —            |
| CASHCALCORP LIMITED                                           | —                    | —        | —            |
| GGEMMELMUGHAL ENERGY LIMITED                                  | —                    | —        | —            |
| PAKDPAK DATACOM LIMITED                                       | —                    | —        | —            |
| UBDLUNITED BRANDS LTD                                         | —                    | —        | —            |
| RICLRELIANCE INSURANCE CO LTD                                 | —                    | —        | —            |
| TOWLTOWELLERS LTD                                             | —                    | —        | —            |
| TTAJTTAJ TEXTILE MILLS LTD (defaulter)                        | —                    | —        | —            |
| LPGLLEINER PAK GELATINE LTD                                   | —                    | —        | —            |
| ALACASKARI LIFE ASSURANCE CO LTD                              | —                    | —        | —            |
| PPIAHCLBPIA HOLDING COMPANY LIMITED                           | —                    | —        | —            |
| HHKKTHAKKIM TEXTILE MILLS LTD (defaulter)                     | —                    | —        | —            |
| DDKTMDEWAN KHALID TEXTILE MILLS LTD (defaulter)               | —                    | —        | —            |
| UUSMTUSMAN TEXTILE MILLS LTD (defaulter)                      | —                    | —        | —            |
| AANNTANNOOR TEXTILE MILLS LTD (defaulter)                     | —                    | —        | —            |
| PPICLPAKISTAN INDUSTRIAL & COMMERCIAL LEASING LTD (defaulter) | —                    | —        | —            |
| NCMLNAZIR COTTON MILLS LTD                                    | —                    | —        | —            |
| AGSMLABDULLAH SHAH GHAZI SUGAR MILLS LTD                      | —                    | —        | —            |
| TSBLTRUST SECURITIES & BROKERAGE LTD                          | —                    | —        | —            |
| HHATMHAMID TEXTILES MILLS LTD (defaulter)                     | —                    | —        | —            |
| GEMSPNLSUPERNET LIMITED                                       | —                    | —        | —            |
| JSCLPSAJAHANGIR SIDDIQUI & CO. LTD                            | —                    | —        | —            |
| SHDTSHADAB TEXTILE MILLS LTD                                  | —                    | —        | —            |
| WAVESAPPWAVES HOME APPLIANCES LTD                             | —                    | —        | —            |
| SGPLS G POWER LTD                                             | —                    | —        | —            |
| FFAELFATIMA ENTERPRISES LTD (defaulter)                       | —                    | —        | —            |
| LLSEFSLLSE FINANCIAL SERVICES LIMITED                         | —                    | —        | —            |
| RREGALREGAL CERAMICS LTD (defaulter)                          | —                    | —        | —            |
| OBOYOILBOY ENERGY LIMITED                                     | —                    | —        | —            |
| FFTHMFATEH TEXTILE MILLS LTD (defaulter)                      | —                    | —        | —            |
| SSDOTSADOON TEXTILE INDUSTRIES LTD (defaulter)                | —                    | —        | —            |
| FRCLFRONTIER CERAMICS LTD                                     | —                    | —        | —            |
| UCAPMUNICAP MODARABA                                          | —                    | —        | —            |
| ZZELPZEAL-PAK CEMENT FACTORY LTD (defaulter)                  | —                    | —        | —            |
| POMLPUNJAB OIL MILLS LTD                                      | —                    | —        | —            |
| IDSMIDEAL SPINNING MILLS LTD                                  | —                    | —        | —            |
| SSANESALMAN NOMAN ENTERPRISES LTD (defaulter)                 | —                    | —        | —            |
| GGLOTGLOBE TEXTILE MILLS LTD (defaulter)                      | —                    | —        | —            |
| ESBLESCORTS INVESTMENT BANK LTD                               | —                    | —        | —            |
| ZILZIL LTD                                                    | —                    | —        | —            |
| HHMIMHAJI MOHD ISMAIL MILLS LTD (defaulter)                   | —                    | —        | —            |
| HICLHABIB INSURANCE CO LTD                                    | —                    | —        | —            |
| NEXTNEXT CAPITAL LTD                                          | —                    | —        | —            |
| UUDLIUDL INTERNATIONAL LIMITED                                | —                    | —        | —            |
| GGSPMGULSHAN SPINNING MILLS LTD (defaulter)                   | —                    | —        | —            |
| PKGIPAKISTAN GENERAL INSURANCE CO LTD                         | —                    | —        | —            |
| BFMODB.F. MODARABA                                            | —                    | —        | —            |
| UDPLUNITED DISTRIBUTORS PAKISTAN LTD                          | —                    | —        | —            |
| BBIICBUSINESS & INDUSTRIAL INSURANCE CO LTD (defaulter)       | —                    | —        | —            |
| SSFATSAFA TEXTILES LTD (defaulter)                            | —                    | —        | —            |
| DDMTMDEWAN MUSHTAQ TEXTILE MILLS LTD (defaulter)              | —                    | —        | —            |
| PIMPOPULAR ISLAMIC MODARABA                                   | —                    | —        | —            |
| FCIBLFIRST CREDIT & INVESTMENT BANK LTD                       | —                    | —        | —            |
| DIILDIAMOND INDUSTRIES LTD                                    | —                    | —        | —            |
| DAAGDATA AGRO LTD                                             | —                    | —        | —            |
| GEMBLUEXBLUE EX LIMITED                                       | —                    | —        | —            |
| ICIBLINVEST CAPITAL INVESTMENT BANK LIMITED                   | —                    | —        | —            |
| SSHCISHAFFI CHEMICAL INDUSTRIES LTD (defaulter)               | —                    | —        | —            |
| PILPICIC INSURANCE LIMITED                                    | —                    | —        | —            |
| PGLCPAK-GULF LEASING COMPANY                                  | —                    | —        | —            |
| OMLOLYMPIA MILLS LTD                                          | —                    | —        | —            |
| RUBYRUBY TEXTILES MILLS LTD                                   | —                    | —        | —            |
| GGUSMGULISTAN SPINNING MILLS LTD (defaulter)                  | —                    | —        | —            |
| FFCONMFIRST CONSTELLATION MODARABA (defaulter)                | —                    | —        | —            |
| BBELABELA AUTOMOTIVES LTD                                     | —                    | —        | —            |
| BECOBECO STEEL LIMITED                                        | —                    | —        | —            |
| SELSITARA ENERGY LTD                                          | —                    | —        | —            |
| AAATMALI ASGHAR TEXTILE MILLS LTD (defaulter)                 | —                    | —        | —            |
| ARCTMARCTIC TEXTILE MILLS LIMITED                             | —                    | —        | —            |
| QUICEQUICE FOOD INDUSTRIES LTD                                | —                    | —        | —            |
| ORMORIENT RENTAL MODARABA                                     | —                    | —        | —            |
| SERTSERVICE INDUSTRIES TEXTILES LTD                           | —                    | —        | —            |
| FPRMFIRST PARAMOUNT MODARABA                                  | —                    | —        | —            |
| SSLCPASECURITY LEASING CORP LTD (defaulter)                   | —                    | —        | —            |
| SZTMSHAHZAD TEXTILE MILLS LTD                                 | —                    | —        | —            |
| IDRTIDREES TEXTILE MILLS LTD                                  | —                    | —        | —            |
| PPRIBPRUDENTIAL INVESTMENT BANK LTD (defaulter)               | —                    | —        | —            |
| GGEMBCEMBURJ MODARABA MGMT CO PVT LTD                         | —                    | —        | —            |
| AGICASKARI GENERAL INSURANCE CO. LTD                          | —                    | —        | —            |
| HAELHALA ENTERPRISES LTD                                      | —                    | —        | —            |
| SHNISHAHEEN INSURANCE CO. LTD                                 | —                    | —        | —            |
| ARUJARUJ INDUSTRIES LTD (defaulter)                           | —                    | —        | —            |
| GEMPAPLPAK AGRO PACKAGING LIMITED                             | —                    | —        | —            |
| KKAKLKAISER ARTS AND KRAFTS LIMITED (defaulter)               | —                    | —        | —            |
| CSILCRESCENT STAR INSURANCE LTD                               | —                    | —        | —            |
| PPRICPROGRESSIVE INSURANCE CO LTD (defaulter)                 | —                    | —        | —            |
| SSURAJSURAJ GHEE INDUSTRIES LTD (defaulter)                   | —                    | —        | —            |
| FFILFATEH INDUSTRIES LTD (defaulter)                          | —                    | —        | —            |
| UVICUNIVERSAL INSURANCE CO LTD                                | —                    | —        | —            |
| BBRRGB.R.R. GUARDIAN LIMITED                                  | —                    | —        | —            |
| AABSONABSON INDUSTRIES LTD (defaulter)                        | —                    | —        | —            |
| SINDMSINDH MODARABA                                           | —                    | —        | —            |
| STLSUPERNET TECHNOLOGIES LTD                                  | —                    | —        | —            |
| LEULLEATHER UP LTD                                            | —                    | —        | —            |
| AKGLAL-KHAIR GADOON LTD                                       | —                    | —        | —            |
| FECMFIRST ELITE CAPITAL MODARABA                              | —                    | —        | —            |
| IICCIICC INDUSTRIES LIMITED (defaulter)                       | —                    | —        | —            |
| HHAJTHAJRA TEXTILE MILLS LTD (defaulter)                      | —                    | —        | —            |
| SIBLSECURITY INVESTMENT BANK LTD                              | —                    | —        | —            |
| SSMLSARITOW SPINNING MILLS LTD                                | —                    | —        | —            |
| NNAFLNATIONAL FIBRES LTD (defaulter)                          | —                    | —        | —            |
| QUETQUETTA TEXTILE MILLS LTD                                  | —                    | —        | —            |
| SSOMS.S. OIL MILLS LTD                                        | —                    | —        | —            |
| PMIFIRST PRUDENTIAL MODARABA                                  | —                    | —        | —            |
| ANTMAN TEXTILE MILLS LTD                                      | —                    | —        | —            |
| FFSWLFATEH SPORTS WEAR LTD (defaulter)                        | —                    | —        | —            |
| INKLINTERNATIONAL KNITWEAR                                    | —                    | —        | —            |
| NNMFLNIRALA MSR FOODS LTD (defaulter)                         | —                    | —        | —            |
| DDHPLDH PARTNERS LIMITED                                      | —                    | —        | —            |
| SLLSME LEASING LTD                                            | —                    | —        | —            |
| FEMFIRST EQUITY MODARABA                                      | —                    | —        | —            |
| MMOHEMOHIB EXPORTS LTD (defaulter)                            | —                    | —        | —            |
| DDCTLDADABHOY CONSTRUCTION TECHNOLOGY LTD (defaulter)         | —                    | —        | —            |
| DFSMDEWAN FAROOQUE SPINNING MILLS LTD                         | —                    | —        | —            |
| SSYMSYMMETRY GROUP LTD                                        | —                    | —        | —            |
| PAKLPAK LEATHER CRAFTS LTD                                    | —                    | —        | —            |
| ARPAKARPAK INTERNATIONAL INVESTMENTS LTD                      | —                    | —        | —            |
| SSCHTSCHON TEXTILES LTD (defaulter)                           | —                    | —        | —            |
| BBFBIOBF BIOSCIENCES LTD                                      | —                    | —        | —            |
| SSLYTSALLY TEXTILE MILLS LTD (defaulter)                      | —                    | —        | —            |
| NNINANINA INDUSTRIES LTD (defaulter)                          | —                    | —        | —            |
| AAZMTAZMAT TEXTILE MILLS LTD (defaulter)                      | —                    | —        | —            |
| MSCLMETROPOLITAN STEEL CORP LTD                               | —                    | —        | —            |
| LIVENLIVEN PHARMA LTD                                         | —                    | —        | —            |
| PPIAHCLAPIA HOLDING COMPANY LIMITED                           | —                    | —        | —            |
| SHCMSHADMAN COTTON MILLS LTD                                  | —                    | —        | —            |
| SSLGLSECURE LOGISTICS GROUP LTD                               | —                    | —        | —            |
| YOUWYOUSAF WEAVING MILLS LTD                                  | —                    | —        | —            |
| ASTMASIM TEXTILE MILLS LTD                                    | —                    | —        | —            |
| PPVCPAKISTAN PVC LTD                                          | —                    | —        | —            |
| GFILGHAZI FABRICS INTERNATIONAL LTD                           | —                    | —        | —            |
| GRYLGRAYS LEASING LTD                                         | —                    | —        | —            |
| FFIMFIRST INVESTEC MODARABA (defaulter)                       | —                    | —        | —            |
| TRSMTRUST MODARABA                                            | —                    | —        | —            |
| BPLBURSHANE LPG (PAKISTAN) LTD                                | —                    | —        | —            |
| EENGLENGLISH LEASING LTD (defaulter)                          | —                    | —        | —            |
| SSSICSILVER STAR INSURANCE CO LTD (defaulter)                 | —                    | —        | —            |
| JDMTJANANA DE MALUCHO TEXTILE MILLS LTD                       | —                    | —        | —            |
| FANMFIRST AL-NOOR MODARABA                                    | —                    | —        | —            |
| EMCOEMCO INDUSTRIES LTD                                       | —                    | —        | —            |
| SSICLSTANDARD INSURANCE CO LTD (defaulter)                    | —                    | —        | —            |
| FTSMFIRST TRI-STAR MODARABA                                   | —                    | —        | —            |